# AD Isidro Metapán
AD Isidro Metapán is een voetbalclub uit El Salvador. De club speelt in de Primera División de Fútbol Profesional.

## Tenues
Ooit droeg het team een geel shirt met een blauw broekje en witte sokken. Precies hetzelfde als het Braziliaanse elftal.
CD Águila · Alianza FC · CD Audaz · AD Chalatenango · CD Dragón · CD FAS · CD Luis Ángel Firpo ·  
AD Isidro Metapán · Municipal Limeño · CD Pasaquina · Santa Tecla FC · Sonsonate FC